# Свети Никола Челнички
„Свети Никола Челнички“ (на македонска литературна норма: „Свети Никола Челнички“) е православна църква в град Охрид, Северна Македония. Църквата е част от Първа охридска парохия, част от Охридското архиерейско наместничество на Дебърско-Кичевската епархия на Македонската православна църква – Охридска архиепископия.

## История
Няма данни за времето на изграждане на църквата. При консервационните дейности в 2000 - 2004 година е открит частично запазен ктиторски надпис, от който обаче не могат да се извлечат данни. Църквата е изградена върху по-стар сакрален обект.

## Архитектура
Църквата е разположена в Челничката енория, близо до „Мали Свети Врачи“. Църквата е преправяна многократно през годините и в последния си вид е скромна отвън еднокорабна църква със затворен трем, покрив на три води и вход от север, зидана от камък. Половината от църквата е вкопана.

## Живопис
Живописта е в три хронологични слоя. Най-старата е от началото на XIII век в апсидата и на източната стена – Богородица с двама ангели и Христос в слава на престол, носен от символите на четиримата евангелисти. Вторият слой е от средата на XIII век – Богородица с Христос в ръцете, Свети Николай и Свети Йоан Предтеча от първата зона и люнетите на западната фасада. Ктиторската композиция на западната фасада и живописта на южната и западната стена на наоса – остатъци от сцени от Великите празници, са от втората половина на XIV век.